# Gram (mitologia)
Na mitologia nórdica, Gram é a espada que Siegfried (Sigurd) usou para matar o dragão Fafnir.

## Descrição

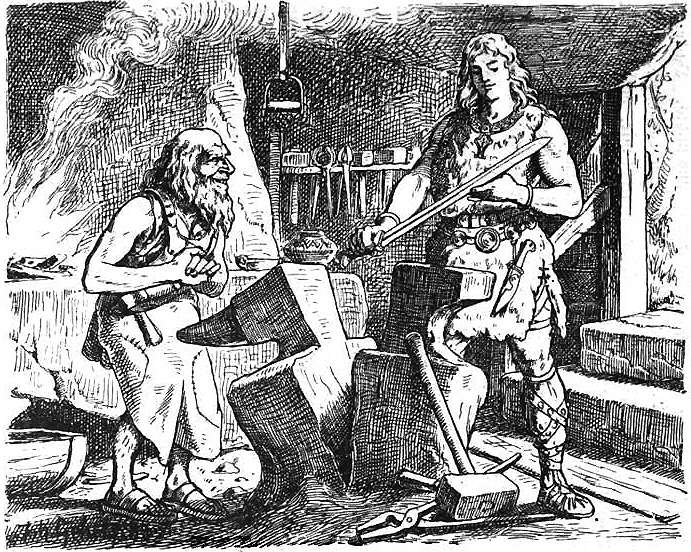
Siegfried com a espada

Foi forjada por Regin, o ferreiro, e pertencia originalmente ao seu pai, Sigmund, que a recebeu no salão de Volsung, após ser retirada do tronco no qual Odin a cravou, e ninguém mais conseguia retirar. Foi destruída e reforjada. Após ser reforjada partiu a bigorna no meio.
Na Canção dos Nibelungos, ela é chamada Balmung; já em O Anel do Nibelungo ela é chamada Palmunc.

## A Balmung na cultura popular
No anime Cavaleiros do Zodíaco, Hilda, governante das terras do norte da Europa (Asgard), é possuída pelo Anel dos Nibelungos e para desfazer o feitiço, o protagonista principal, Seiya, precisa obter a Espada Balmung. Seiya a obtém de dentro da estátua de Odin e consegue destruir o anel.
Há, também, referências a ela nos jogos Castlevania: Simphony of The Night, Castlevania: Aria of Sorrow e Ragnarök Online.
Balmung, dentro dos jogos da serie .hack é o nome de um dos personagens dos 4 primeiros jogos.
Balmung também aparece na franquia Fate como a arma principal do Saber do Negro, Siegfried.